# Zviad Tsikoliya

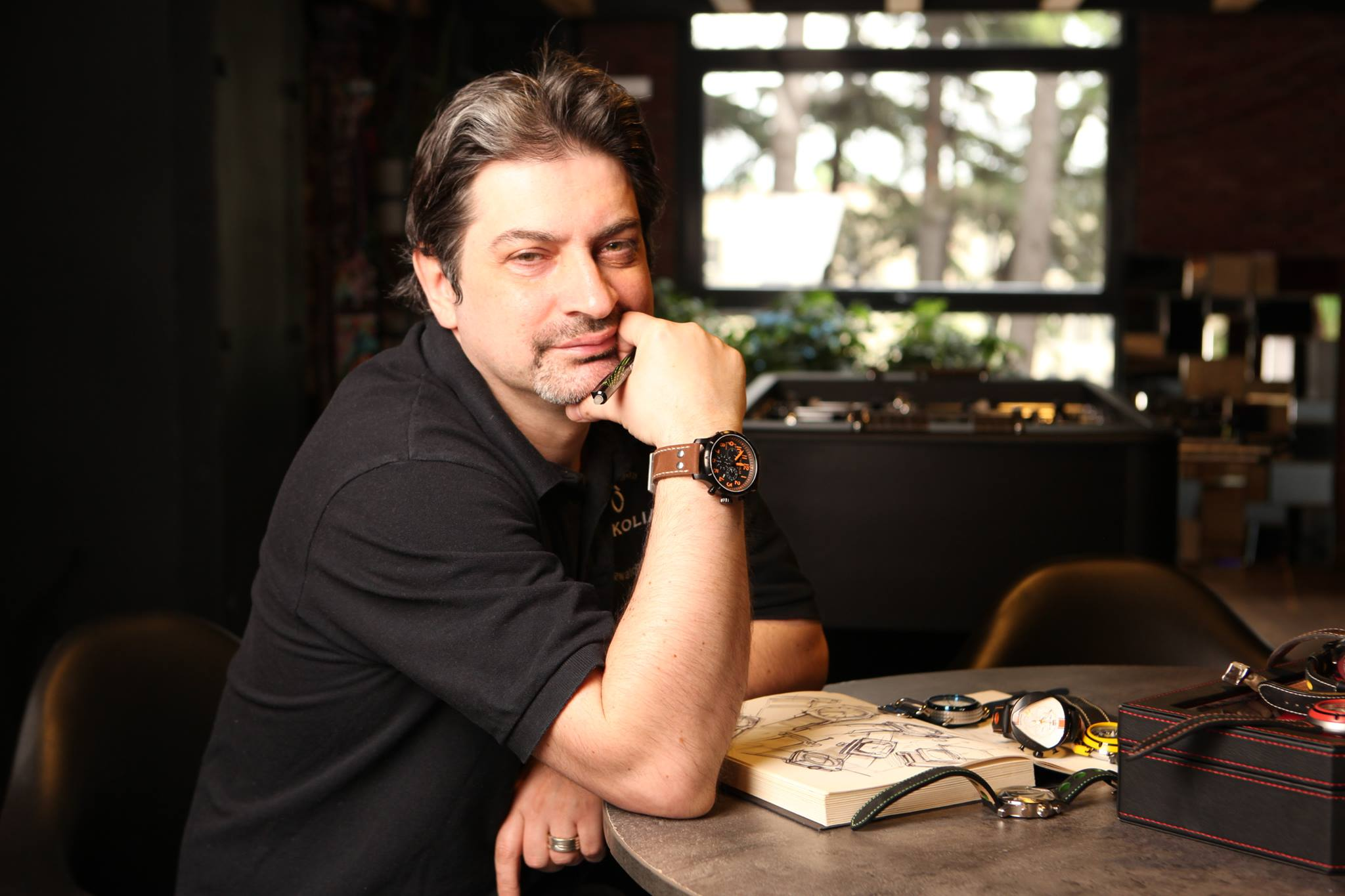
Zviad Tsikoliya, 2017

Zviad Tsikoliya (georgisch ზვიად ციკოლია; * 14. Juli 1971 in Tiflis) ist ein Industriedesigner aus Georgien.

## Leben
Tsikoliya ist der Sohn von Valerian Tsikoliya (Regisseur) und Medea Buhradze (Schauspielerin). Schon in jungen Jahren zeigte er Interesse an Technik, vor allem an Flugzeugen. Im Alter von acht Jahren beschäftigte er sich im Verbund junger Techniker. Nach dem Abitur folgte das Studium an der Tbilisi-Kunstakademie im Fach Industriedesign.
Beim Republikwettbewerb "Poti" in Georgien im Jahr 1986 erhielt er den Grand Prix für die Gestaltung des LKW. Ein Jahr später bei ENEA Moskau (UdSSR) erhielt er eine Bronzemedaille für das Design des Anhängers. Seit 1993 ist er Chefdesigner der Air Georgia. Im Jahr 1997, während der Autoshow in Frankfurt, präsentierte er das komplette Thema für Bugatti. Im Jahr 2001 erhielt er eine Einladung als Berater der Firma Peugeot. Im Jahr 2006 beteiligte er sich an der Expo der Eleganz in der Ausstellung Villa D 'Este, und im Jahr 2007 auf dem Genfer Auto-Salon. Seit 2007 arbeitet er als Chefdesigner des japanischen Unternehmens DCI. Ab 2010 startete seine Tätigkeit als Chefdesigner des Designbüros "Delta". Im Jahr 2012 eröffnete er seinen eigenen Uhrenbetrieb "UNIQ".  In den Jahren 2013/2014 war er als Berater für SAIC Motor tätig und beschäftigte sich mit dem Innendesign für zukünftige Modelle. Darüber hinaus engagiert er sich als Ausbilder im Bereich Design.
Tsikoliya lebt in Tiflis und ist seit 1997 mit Marina Chorawa (Designer) verheiratet, mit der er zwei Söhne hat.

## Auszeichnungen
- 1987 – Bronzemedaille ENEA
- 1993 – Gewinner im Air-Georgia-Wettbewerb
- 2001 – Gewinner des Russo-Baltique-Wettbewerb
- 2006 – Red-Dot-Design-Award für Armbanduhr Fashion-Watch
- 2011 – Orden der Ehren (Georgien)
- 2013 – Orden der Wachtang Gorgassali 2. Grades
- 2014 – Red-Dot-Design-Award für Verpackungsdesign